# Spådomskonst
Spådomskonst eller divination innefattar olika metoder där utövaren anser sig vinna kunskap via paranormala vägar. Det kan handla om att se in i framtiden, finna borttappade ägodelar eller ta reda på de högre makternas vilja. Divination (latin divinatio, av divinus, gudomlig)  betyder egentligen gudomlig ingivelse.
När kunskapen påstås komma som tilltal från Gud talar man inte om divination utan istället profetior.
Spådomskonst förkastas av skeptiker eftersom bevis för att detta fungerar saknas. 
Olika metoder har använts av utövarna. Bland annat kaffesump, djurs inälvor, stjärnor och planeters gång över himlen, och kristallklot har antagits rymma information om framtiden. Olika former av spel, tärningar, kastade benknotor och tarotkort har också använts. Grovt kan metoderna delas upp i två grupper:
1. Metoder för att komma i trans. Exempelvis kristallkula, speglar, vattenyta, droger, etc.
2. Tolkandet av något man inte har kontroll över.

Vanliga spådomsmetoder inom New age är tarot, kristallkula, runor, pendel och kaffesump.
Inom olika kultursystem har det bland annat förekommit völvor (inom den nordiska mytologin), schamaner, orakel, siare, präster, mager, magiker, spågummor och trollkarlar som säger sig kunna spå.

## Metoder för spådomskonst
- Alomanti
- Anden i glaset
- Astrologi
- Bibliomanti
- Biorytmer
- Geomanti
- Grafologi
- I Ching
- Järtecken
- Att spå i kaffesump
- Kartomanti
- Kiromanti
- Nekromanti
- Pyromanti
- Romersk spådomskonst
- Tasseografi
- Tarot